# 13569 Oshu
13569 Oshu è un asteroide della fascia principale. Scoperto nel 1993, presenta un'orbita caratterizzata da un semiasse maggiore pari a 2,4154712 UA e da un'eccentricità di 0,0765222, inclinata di 7,05248° rispetto all'eclittica.